# Cachoeira Grande
Cachoeira Grande is een gemeente in de Braziliaanse deelstaat Maranhão. De gemeente telt 9.286 inwoners (schatting 2009).